# Micronissa tristis
Micronissa tristis là một loài bướm đêm trong họ Geometridae.